# Dębówka (gmina Góra Kalwaria)
Dębówka – wieś sołecka w Polsce położona w województwie mazowieckim, w powiecie piaseczyńskim, w gminie Góra Kalwaria.
W latach 1975–1998 miejscowość należała administracyjnie do województwa warszawskiego.
Przez miejscowość przebiega droga krajowa nr 50.